# Crystal Skate of Romania de 2014
Crystal Skate of Romania de 2014 foi a décima quinta edição do Crystal Skate of Romania, um evento anual de patinação artística no gelo de níveis sênior, júnior e noviço, organizado pela Federação Romena de Patinação (em romeno:  Federatia Romana de Patinaj). A competição foi disputada entre os dias 21 de outubro e 26 de outubro, na cidade de Brașov, Romênia.

## Eventos
- Individual masculino
- Individual feminino

## Medalhistas
| Evento                        | Ouro                             | Prata                           | Bronze                         |
| Sênior                        |                                  |                                 |                                |
| Individual feminino detalhes  | Julia Sauter · Romênia           | Carol Bressanutti · Itália      | Kwak Min-jeong · Coreia do Sul |
| Júnior                        |                                  |                                 |                                |
| Individual masculino detalhes | Slavik Hayrapetyan · Armênia     | Carlo Vittorio Palermo · Itália | Alessandro Fadini · Itália     |
| Individual feminino detalhes  | Daisy Vreenegoor · Países Baixos | Regina Glazman · Cazaquistão    | Lena Slagter · Países Baixos   |
| Noviço avançado               |                                  |                                 |                                |
| Individual masculino detalhes | Daniel Grassl · Itália           | nenhum outro competidor         | nenhum outro competidor        |
| Individual feminino detalhes  | Bang Jee-won · Coreia do Sul     | Francesca Capomolla · Itália    | Amanda Stan · Romênia          |
| Noviço básico                 |                                  |                                 |                                |
| Individual feminino A         | Ramona Andreea Voicu · Romênia   | Andreea Ureche · Romênia        | Adela Osman · Romênia          |
| Individual feminino B         | Ana Catana · Romênia             | Irina Maria Preda · Romênia     | Bianca Enache · Romênia        |

## Resultados

### Sênior

#### Individual feminino
| Pos.              | Nome                 | Nacionalidade | Pontos | PC        | PL        |
| ----------------- | -------------------- | ------------- | ------ | --------- | --------- |
| Medalha de ouro   | Julia Sauter         | Romênia       | 111.46 | 34.17 (3) | 77.29 (1) |
| Medalha de prata  | Carol Bressanutti    | Itália        | 110.97 | 41.28 (1) | 69.69 (2) |
| Medalha de bronze | Kwak Min-jeong       | Coreia do Sul | 102.93 | 36.51 (2) | 66.42 (3) |
| 4                 | Im So-yeon           | Coreia do Sul | 89.97  | 31.68 (5) | 58.29 (4) |
| WD                | Nika Ceric           | Eslovênia     | —      | 31.96 (4) | — (WD)    |
| WD                | Zselyke Aletta Kenez | Romênia       | —      | — (WD)    |           |

### Júnior

#### Individual masculino júnior
| Pos.              | Nome                   | Nacionalidade | Pontos | PC        | PL         |
| ----------------- | ---------------------- | ------------- | ------ | --------- | ---------- |
| Medalha de ouro   | Slavik Hayrapetyan     | Armênia       | 156.67 | 55.70 (1) | 100.97 (1) |
| Medalha de prata  | Carlo Vittorio Palermo | Itália        | 141.50 | 48.02 (2) | 93.48 (2)  |
| Medalha de bronze | Alessandro Fadini      | Itália        | 117.42 | 41.73 (3) | 75.69 (3)  |
| 4                 | Jari Kessler           | Itália        | 106.93 | 32.42 (6) | 74.51 (5)  |
| 5                 | Manuel Drechsler       | Áustria       | 105.22 | 30.68 (7) | 74.54 (4)  |
| 6                 | Michel Tsiba           | Países Baixos | 101.57 | 35.40 (4) | 66.17 (6)  |
| 7                 | Daniar Adylov          | Cazaquistão   | 98.68  | 35.19 (5) | 63.49 (7)  |

#### Individual feminino júnior
| Pos.              | Nome                | Nacionalidade | Pontos | PC        | PL        |
| ----------------- | ------------------- | ------------- | ------ | --------- | --------- |
| Medalha de ouro   | Daisy Vreenegoor    | Países Baixos | 92.36  | 32.51 (1) | 59.85 (1) |
| Medalha de prata  | Regina Glazman      | Cazaquistão   | 83.94  | 31.71 (2) | 52.23 (3) |
| Medalha de bronze | Lena Slagter        | Países Baixos | 83.28  | 26.75 (4) | 56.53 (2) |
| 4                 | Zhansaya Adykhanova | Cazaquistão   | 73.50  | 28.62 (3) | 44.88 (4) |
| 5                 | Dana Tursumbayeva   | Cazaquistão   | 67.40  | 26.42 (5) | 40.98 (5) |

### Noviço avançado

#### Individual masculino noviço avançado
| Pos.            | Nome          | Nacionalidade | Pontos | PC        | PL        |
| --------------- | ------------- | ------------- | ------ | --------- | --------- |
| Medalha de ouro | Daniel Grassl | Itália        | 90.88  | 31.38 (1) | 59.50 (1) |

#### Individual feminino noviço avançado
| Pos.              | Nome                | Nacionalidade | Pontos | PC        | PL        |
| ----------------- | ------------------- | ------------- | ------ | --------- | --------- |
| Medalha de ouro   | Bang Jee-won        | Coreia do Sul | 74.49  | 24.96 (4) | 49.53 (1) |
| Medalha de prata  | Francesca Capomolla | Itália        | 74.38  | 27.98 (2) | 46.40 (2) |
| Medalha de bronze | Amanda Stan         | Romênia       | 70.02  | 26.39 (3) | 43.63 (3) |
| 4                 | Yoon Seoyoung       | Coreia do Sul | 69.52  | 28.24 (1) | 41.28 (4) |
| 5                 | Park Ji-hye         | Coreia do Sul | 60.40  | 24.83 (5) | 35.57 (5) |
| 6                 | Daniela Ipsarides   | Chipre        | 40.94  | 15.97 (6) | 24.97 (6) |

## Quadro de medalhas
Sênior
| Ordem | País          | Medalha de ouro | Medalha de prata | Medalha de bronze |   | Ordem por total |
| ----- | ------------- | --------------- | ---------------- | ----------------- | - | --------------- |
| 1     | Romênia       | 1               |                  |                   | 1 | 1               |
| 2     | Itália        |                 | 1                |                   | 1 | 1               |
| 3     | Coreia do Sul |                 |                  | 1                 | 1 | 1               |
| TOTAL | TOTAL         | 1               | 1                | 1                 | 3 | —               |

Geral
| Ordem | País          | Medalha de ouro | Medalha de prata | Medalha de bronze |    | Ordem por total |
| ----- | ------------- | --------------- | ---------------- | ----------------- | -- | --------------- |
| 1     | Romênia       | 3               | 2                | 3                 | 8  | 1               |
| 2     | Itália        | 1               | 3                | 1                 | 5  | 2               |
| 3     | Coreia do Sul | 1               |                  | 1                 | 2  | 3               |
| 3     | Países Baixos | 1               |                  | 1                 | 2  | 3               |
| 5     | Armênia       | 1               |                  |                   | 1  | 5               |
| 6     | Cazaquistão   |                 | 1                |                   | 1  | 5               |
| TOTAL | TOTAL         | 7               | 6                | 6                 | 19 | —               |